# Taça dos Vencedores de Taças de Hóquei em Patins de 1982-83
A Taça dos Vencedores de Taças de Hóquei em Patins de 1982-83 foi a 7.ª edição da Taça das Taças.
O FC Porto voltou a vencer a Taça das Taças, a segunda consecutiva, e voltando a derrotar um clube português na final, neste caso, o SL Benfica.

## Equipas participantes
| País               | Clube             | Classificação                                |
| ------------------ | ----------------- | -------------------------------------------- |
| Alemanha Ocidental | RESG Walsum       | 2.º lugar da Liga Alemã-Ocidental de 1981/82 |
| Espanha            | Liceo da Coruña   | Finalista da Taça do Rei de 1981/82          |
| França             | Sporting Fontenay | 2.º lugar da Liga Francesa de 1981/82        |
| Itália             | Follonica Hockey  | Vencedor da Taça de Itália de 1981/82        |
| Países Baixos      | EHRC Marathon     | 2.º lugar da Liga Neerlandesa de 1981/82     |
| Portugal           | FC Porto          | Vencedor da Taça das Taças de 1981/82        |
| Portugal           | SL Benfica        | Vencedor da Taça de Portugal de 1981/82      |
| Suíça              | Vevey HC          | Vencedor da Taça da Suíça de 1981/82         |

## Jogos

### Fase final
|  | Quartos-de-final | Quartos-de-final  | Quartos-de-final | Quartos-de-final |                  |                 | Meias-finais | Meias-finais | Meias-finais |  |               | Final | Final | Final |
|  |                  |                   |                  |                  |                  |                 |              |              |              |  |               |       |       |       |
|  | 1                | RESG Walsum       | 4                | 4                |                  |                 |              |              |              |  |               |       |       |       |
|  | 8                | Liceo da Coruña   | 4                | 8                |                  |                 |              |              |              |  |               |       |       |       |
|  | 8                | Liceo da Coruña   | 4                | 8                |                  | Liceo da Coruña | 5            | 2            |              |  |               |       |       |       |
|  |                  |                   |                  |                  |                  | Liceo da Coruña | 5            | 2            |              |  |               |       |       |       |
|  |                  | FC Porto          | 4                | 6                |                  |                 |              |              |              |  |               |       |       |       |
|  | 4                | FC Porto          | 4                | 6                | FC Porto         | 9               | 5            |              |              |  |               |       |       |       |
|  | 4                |                   |                  |                  | FC Porto         | 9               | 5            |              |              |  |               |       |       |       |
|  | 5                | Vevey HC          | 3                | 1                |                  |                 |              |              |              |  |               |       |       |       |
|  | 5                | Vevey HC          | 3                | 1                |                  |                 |              |              |              |  | FC Porto (gp) | 2     | 5(1)  |       |
|  |                  |                   |                  |                  |                  |                 |              |              |              |  | FC Porto (gp) | 2     | 5(1)  |       |
|  |                  | SL Benfica        | 2                | 5(0)             |                  |                 |              |              |              |  |               |       |       |       |
|  | 3                | SL Benfica        | 2                | 5(0)             | SL Benfica       | 15              | 9            |              |              |  |               |       |       |       |
|  | 3                |                   |                  |                  | SL Benfica       | 15              | 9            |              |              |  |               |       |       |       |
|  | 6                | Sporting Fontenay | 4                | 3                |                  |                 |              |              |              |  |               |       |       |       |
|  | 6                | Sporting Fontenay | 4                | 3                |                  | SL Benfica      | 9            | 3            |              |  |               |       |       |       |
|  |                  |                   |                  |                  |                  | SL Benfica      | 9            | 3            |              |  |               |       |       |       |
|  |                  | ERHC Marathon     | 2                | 2                |                  |                 |              |              |              |  |               |       |       |       |
|  | 2                | ERHC Marathon     | 2                | 2                | Follonica Hockey | 8               | 0            |              |              |  |               |       |       |       |
|  | 2                |                   |                  |                  | Follonica Hockey | 8               | 0            |              |              |  |               |       |       |       |
|  | 7                | ERHC Marathon     | 9                | 11               |                  |                 |              |              |              |  |               |       |       |       |
|  | 7                | ERHC Marathon     | 9                | 11               |                  |                 |              |              |              |  |               |       |       |       |

### Quartos-de-final
| Equipa 1         | Total | Equipa 2          | 1.ª Mão | 2.ª Mão |
| ---------------- | ----- | ----------------- | ------- | ------- |
| RESG Walsum      | 8-12  | Liceo da Coruña   | 4-4     | 4-8     |
| FC Porto         | 14-4  | Vevey HC          | 9-3     | 5-1     |
| SL Benfica       | 24-7  | Sporting Fontenay | 15-4    | 9-3     |
| Follonica Hockey | 8-20  | ERHC Marathon     | 8-9     | 0-11    |

#### Meias-finais
| Equipa 1        | Total | Equipa 2      | 1.ª Mão | 2.ª Mão |
| --------------- | ----- | ------------- | ------- | ------- |
| Liceo da Coruña | 7-10  | FC Porto      | 5-4     | 2-6     |
| SL Benfica      | 12-4  | ERHC Marathon | 9-2     | 3-2     |

#### Final
| Equipa 1 | Total        | Equipa 2   | 1.ª Mão | 2.ª Mão |
| -------- | ------------ | ---------- | ------- | ------- |
| FC Porto | 7-7 (1-0 gp) | SL Benfica | 2-2     | 5-5     |

| Vencedor da Taça das Taças 1982/83 |
| ---------------------------------- |
|                                    |
| FC Porto (2.º título)              |